# Частотно-зависимый отбор
Частотно-зависимый отбор — вид естественного отбора, при котором приспособленность фенотипа зависит от его частотности относительно других фенотипов в данной популяции.
- При положительном частотно-зависимом отборе приспособленность фенотипа возрастает, когда он становится более распространенным.
- При отрицательном частотно-зависимом отборе приспособленность фенотипа падает, когда он становится более распространенным. Это частный случай балансирующей селекции.

Частотно-зависимый отбор — это обычный результат взаимодействия между видами (хищничество, паразитизм или конкуренция) или между генотипами внутри вида (обычно конкуренция или симбиоз), который особенно часто обсуждается в связи с адаптациями жертв к хищникам. Частотно-зависимый отбор может приводить к равновесию полиморфные формы в результате взаимодействия разных генотипов внутри вида точно так же, как межвидовое равновесие достигается путем конкуренции между видами (когда параметр {\displaystyle \alpha _{ij}} в уравнениях Лотки — Вольтерры отличен от нуля).

## Отрицательный частотно-зависимый отбор

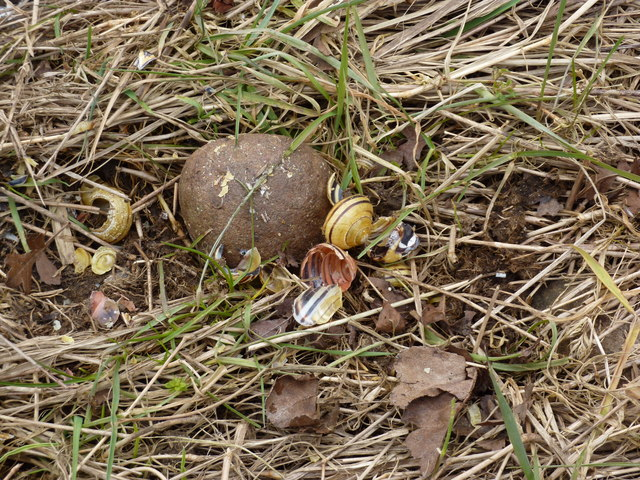
Anvil stone, where a thrush has broken open the shells of polymorphic grove snails, may be a sign of frequency-dependent selection.

Первое подробное описание частотно-зависимого отбора сделал, видимо, Эдвард Бэгнол Пультон в 1884 г., описав, как хищники могут поддерживать цветовой полиморфизм у своих жертв.
Вероятно, лучшее из известных ранних, но современных описаний этого принципа — статья Bryan Clarke 1962 г., посвященная апостатическому отбору (синоним отрицательного частотно-зависимого отбора). Кларк обсуждает атаки хищников на полиморфных британских улиток, сcылаясь на классическую работу Люка Тинбергена по визуальному поиску жертв в поддержку тезиса, что хищники, такие как птицы, как правило, специализируются на обычных формах видов-жертв. Кларк позже утверждал, что частотно-зависимый балансирующий отбор может объяснить молекулярный полиморфизм (часто в отсутствие гетерозиса) в отличие от нейтральной теории молекулярной эволюции.
Другой пример демонстрируют аллели самонесовместимости у растений. Когда два растения имеют одну аллель самонесовместимости, они не могут спариться. Таким образом, растения с новыми (и, следовательно, редкими) аллелями имеют больше шансов на размножение, и их аллели быстро распространяются в популяции.
Еще пример: когда редкий патогенный штамм становится обычным, у большего числа особей развивается ответ на этот штамм.
Главный комплекс гистосовместимости (MHC) iучаствует в распознавании чужеродных антигенов и клеток. Частотно-зависимый отбор может объяснить высокую степень полиморфизма MHC.
В поведенческой экологии отрицательный частотно-зависимый отбор часто поддерживает разнообразие поведенческих стратегий внутри вида. Классический пример — модель взаимодействия между особями в популяции «ястреб-голубь». В популяции, члены которой имеют форму A или B, одна из форм дает преимущество, когда большинство особей имеют другую форму. Другой пример: самцы пятнистобокой игуаны образуют три морфы, из которых одна защищает от посягательств большую территорию и имеет большой гарем самок, другая защищает меньшую территорию и имеет одну самку, третья мимикрирует под самку, чтобы скрыть свои спаривания от остальных двух морф. Эти три морфы участвуют во взаимодействии вида, как камень, ножницы, бумага, поскольку каждая морфа не составляет достойной конкуренции двум другим. Еще пример — чешуйчатогрудая амадина, демонстрирующая модель producer-scrounger.